# Kyndel (krydda)
Kyndel är en krydda från endera växterna sommarkyndel eller vinterkyndel.

## Användning
Den används i bland annat korv, viltfågel, grönsaker, bönor, sallad och olika grytor. Sommarkyndel har mer smak än vinterkyndel.

### Sommarkyndel
Ingår som beståndsdel i kryddblandningen Herbes de Provence.

#### Folkmedicin
En dekokt på sommarkyndel, oegentligt kallat te, anses bra mot:[källa behövs]
- Dålig aptit
- Hosta
- Luftrörskatarr
- Matspjälkningproblem
- Nervositet
- Rapning
- Väderspänning

### Vinterkyndel
Underarten Satureja montana var. citriodora kokad med vatten kan användas som dryck, oegentligt kallat "te".
Prydnadsväxt i en trädgårds stenparti.
Samodlade med bönor kan vinterkyndel avskräcka för bönorna skadliga skalbaggar. Samodling med rosor kan minska mögelangrepp.
Odlas för att ge nektar till bin.
Vinterkyndel kan motverka för tidig utlösning enligt en amerikansk studie.

## Bilder

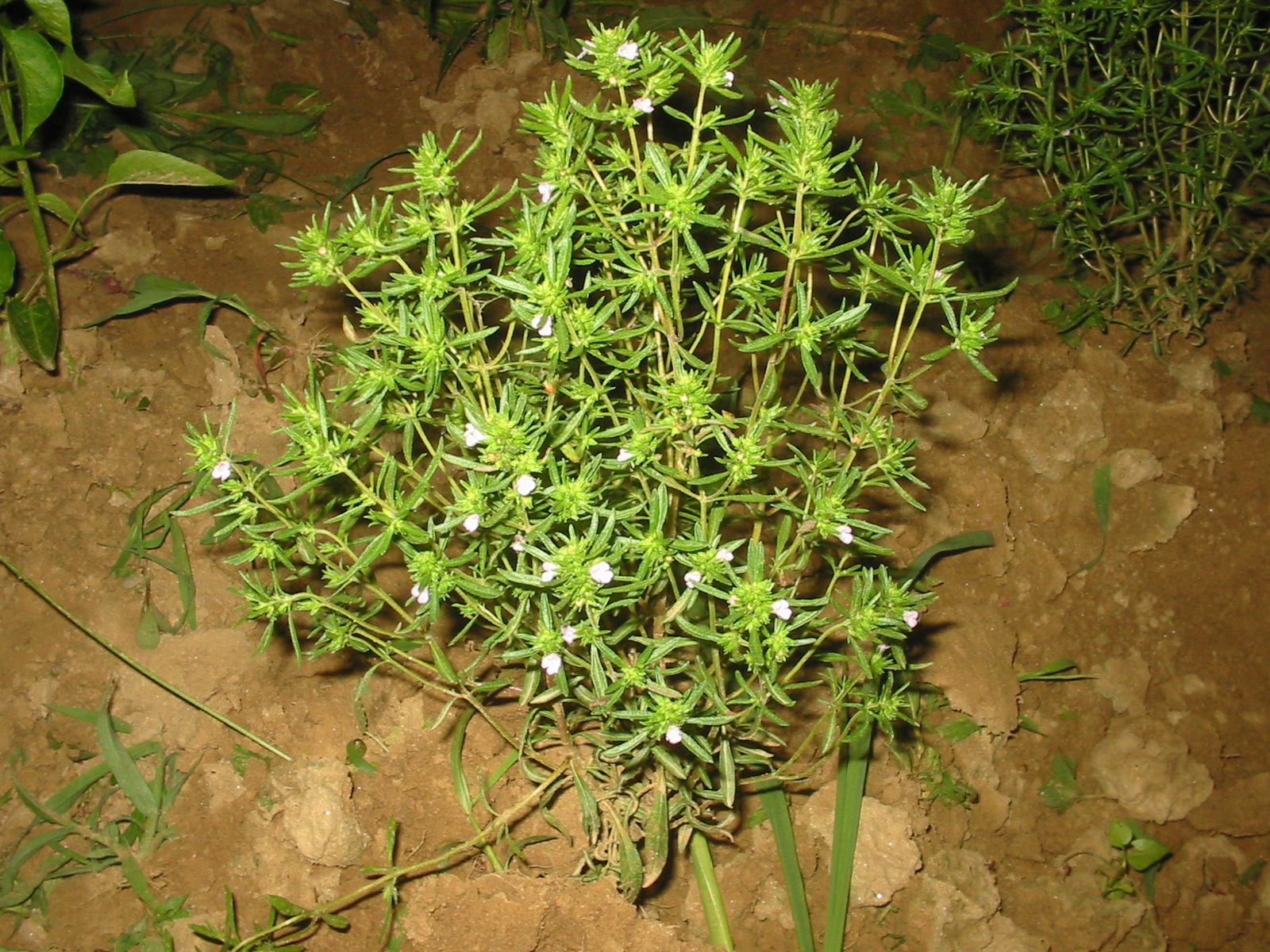
Sommarkyndel Satureja hortensis L.
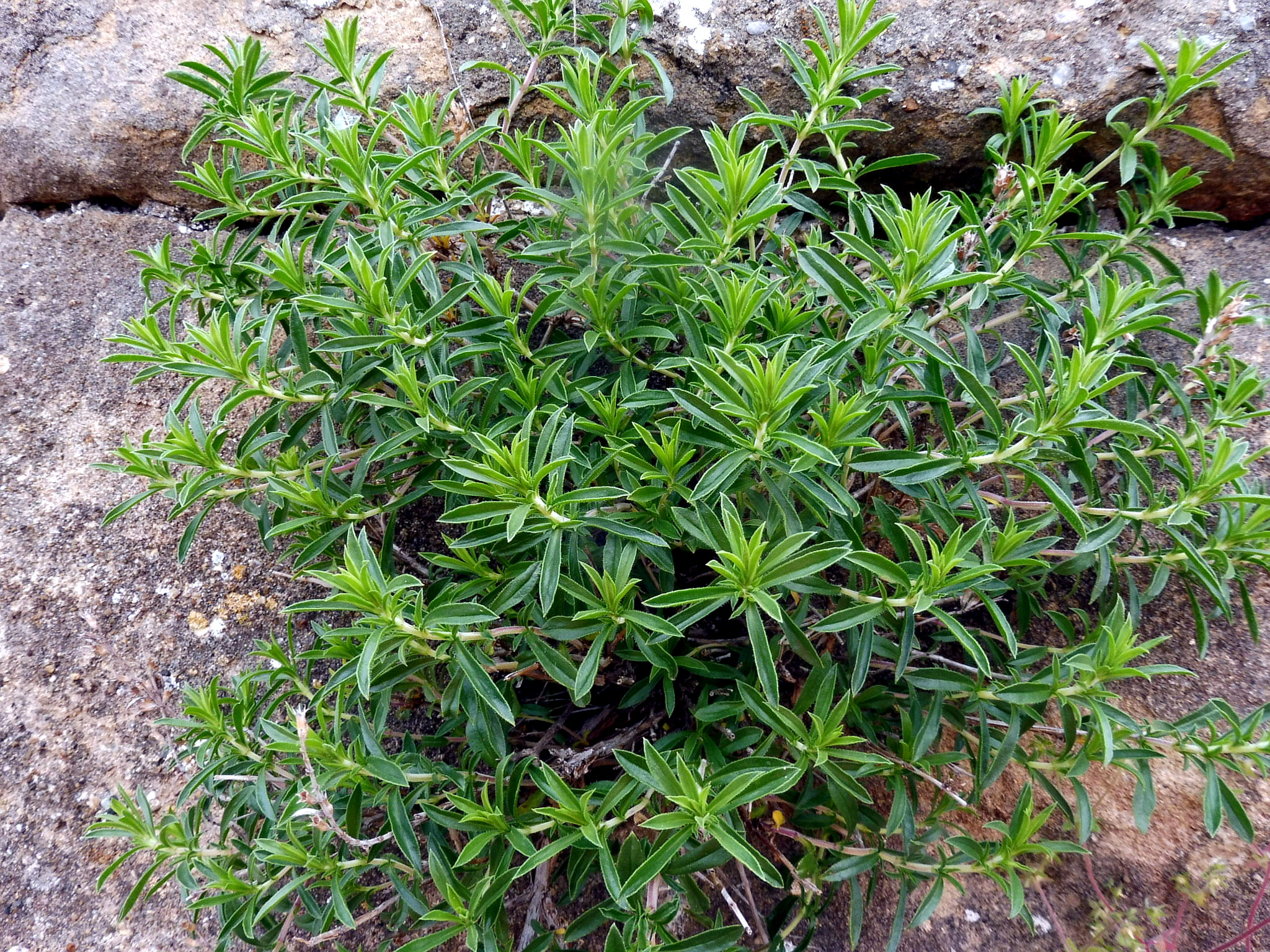
Vinterkyndel Satureja montana L.
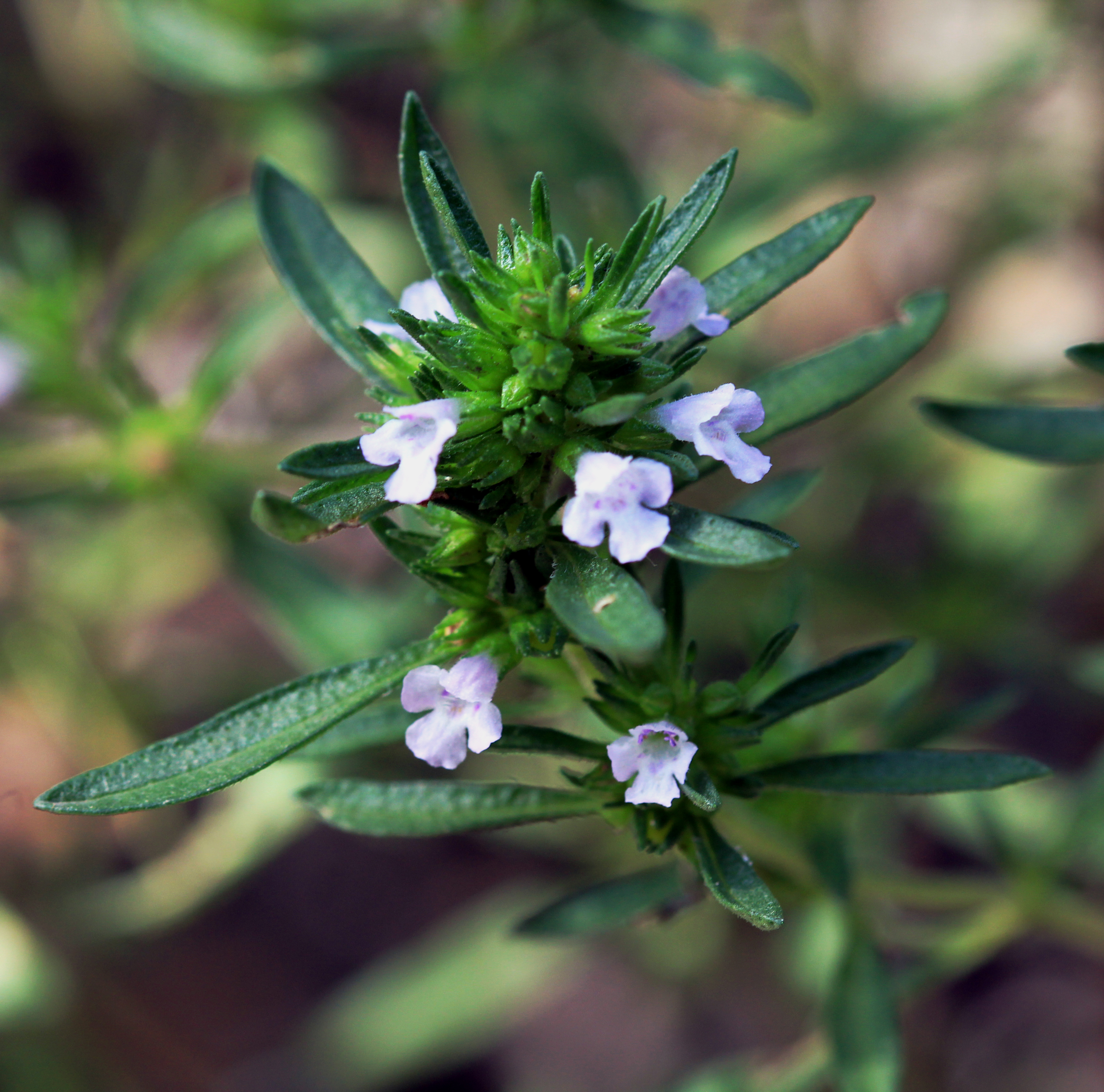
Sommarkyndel Satureja hortensis L.
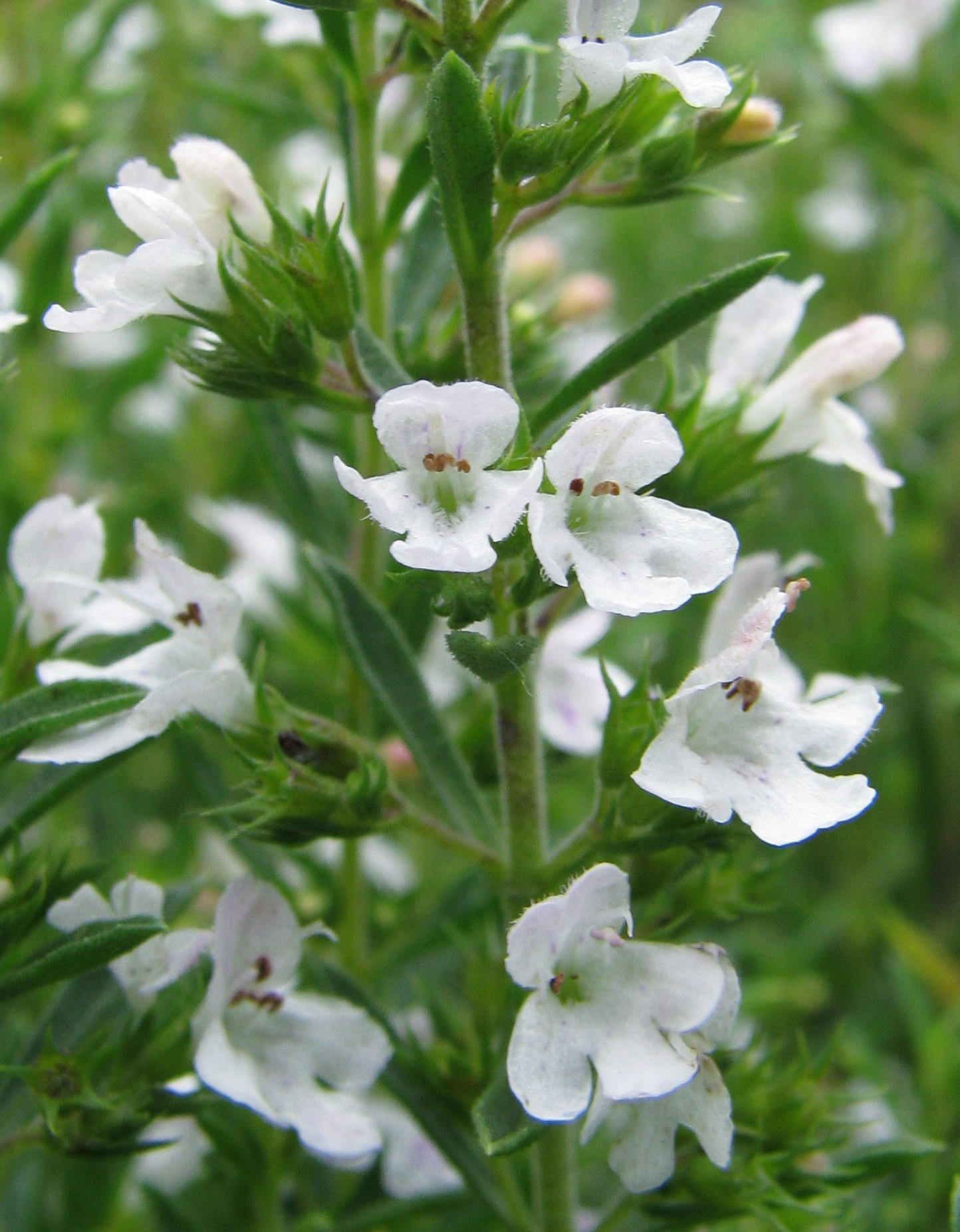
Vinterkyndel Satureja montana L.
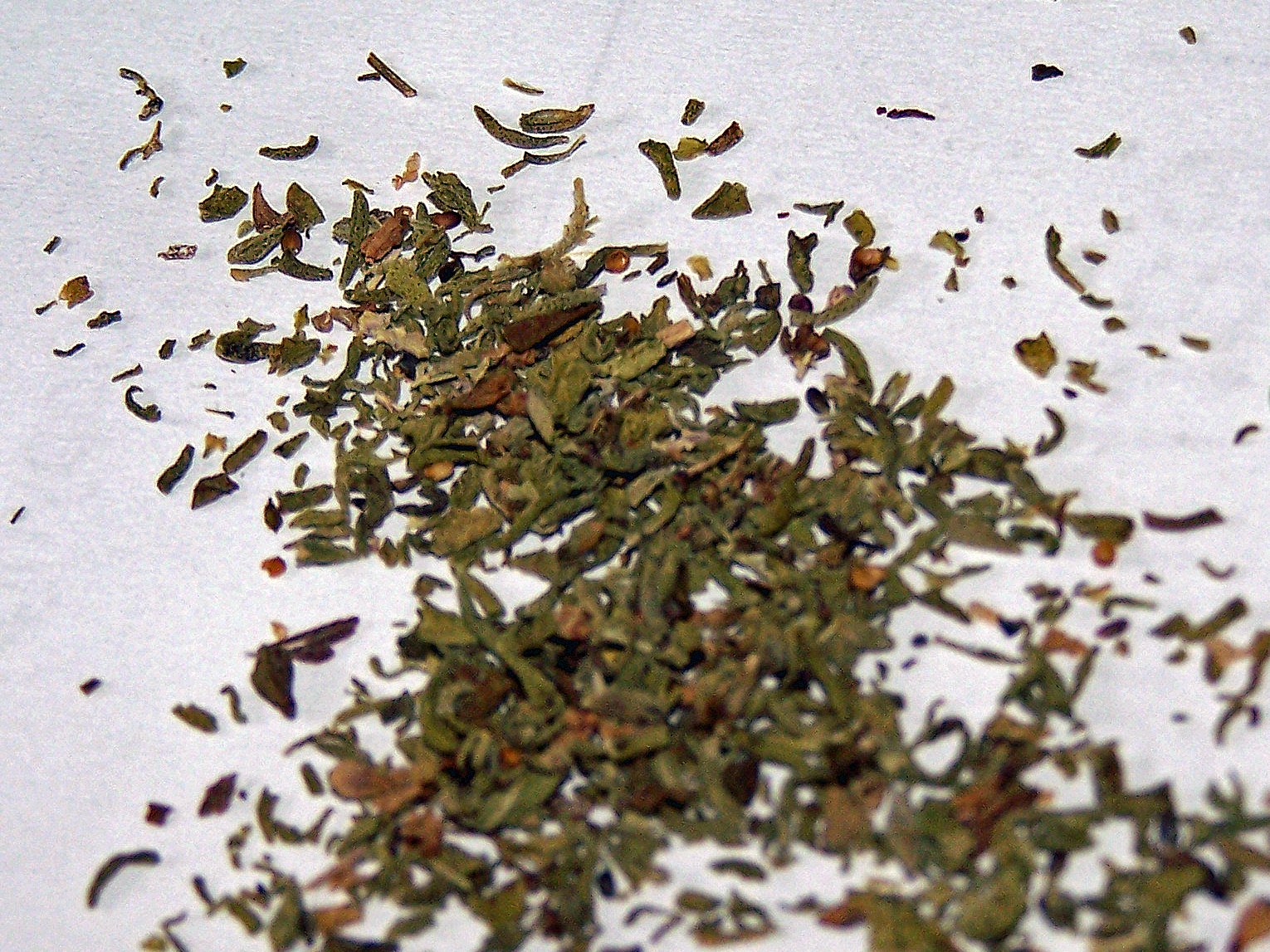
Torkad sommarkyndel

## Källhänvisningar
1. ↑  ”Kyndelsläktet”. Svenska Örtasällskapet. https://ortasallskapet.se/ort/kyndelslaktet/. Läst 8 september 2022.
2. ↑  ”Kyndel”. Alternativ.nu. Arkiverad från originalet den 19 mars 2015. https://web.archive.org/web/20150319230516/http://handbok.alternativ.nu/Odling/Kryddor_och_%C3%B6rter/%C3%96rtlista/Kyndel. Läst 25 mars 2015.
3. ↑  Zavatti, M.; Zanoli, P.; Benelli, A.; Rivasi, M.; Baraldi, C.; Baraldi, M. (2011-01-27). ”Experimental study on Satureja montana as a treatment for premature ejaculation”. Journal of Ethnopharmacology 133 (2):  sid. 629–633. doi:10.1016/j.jep.2010.10.058. ISSN 1872-7573. PMID 21040774. https://pubmed.ncbi.nlm.nih.gov/21040774/. Läst 8 september 2022.